# Nuri Çolak
Nuri Çolak (* 17. August 1975 in İzmit) ist ein ehemaliger türkischer Fußballspieler. Aufgrund seiner langjährigen Tätigkeit für Kocaelispor und den errungenen Erfolgen wird er sehr stark mit diesem Verein assoziiert. Er war an nahezu allen großen Erfolgen der Vereinsgeschichte beteiligt, u. a. die beiden Pokalsiege im Türkischen Fußballpokal 1996/97 und 2001/02.

## Spielerkarriere

### Verein
Çolak startete seine Vereinsfußballkarriere bei dem bekanntesten Fußballverein seiner Heimatprovinz Kocaeli, bei Kocaelispor. 1993 wurde er hier für die türkische U-18-Nationalmannschaft entdeckt. Ein Jahr später wurde er mit einem Profivertrag ausgestattet in den Kader des Profiteams aufgenommen. Sein Profidebüt gab er am 2. Oktober 1994 beim Erstligaspiel gegen Zeytinburnuspor. Nach dieser Begegnung wurde er ein fester Bestandteil seiner Mannschaft und absolvierte bis zum Saisonende 18 Erstligabegegnungen. Nachdem er die nächste Saison nur 14 Spieleinsätze erhalten hatte, wurde er in der Spielzeit 1996/97 unter Mustafa Denizli regelmäßig eingesetzt. Nachdem Denizli bereits nach sieben Spieltagen durch Holger Osieck ersetzt wurde, eroberte sich Çolak unter dem neuen Trainer sofort einen Stammplatz. Ihm gelang hier auf Anhieb der Sprung in die Stammelf. Die Spielzeit 1996/97 belegte man in der Liga den 7. Tabellenplatz, erreichte aber im Türkischen Fußballpokal zum ersten Mal in der Vereinsgeschichte das Finale. Im damals mit Hin- und Rückspiel ausgespielten Pokalfinale endete das erste Spiel auswärts 1:1 gegen Trabzonspor. Das Rückspiel vor heimischer Kulisse gewann man durch ein Tor Çolaks mit 1:0 und erreichte den ersten Pokalgewinn der Vereinsgeschichte. Çolak hatte mit seinen Leistungen erheblich zum Finaleinzug und Pokalgewinn beigetragen. Fortan zählte Çolak zu den wichtigsten Spielern des Vereins und wurde mehrmals mit den drei großen Istanbuler Vereinen Beşiktaş, Fenerbahçe und Galatasaray in Verbindung gebracht, wobei ein Wechsel nicht zustande kam. In der Spielzeit 1998/99 übernahm Güvenç Kurtar bei Kocaelispor wieder das Traineramt. Unter diesem Trainer, der auch zu den Entdeckerns Çolaks zählte, erreichte man zum Saisonende den 5. Tabellenplatz und wiederholte die zweitbeste Platzierung der Vereinsgeschichte. Nach diesem Erfolg belegte man am Ende der nächsten Spielzeit lediglich den 12. Tabellenplatz und blieb hinter den Erwartungen zurück. Nachdem unter Kurtar der Start in die Spielzeit 2000/01 misslang, wechselte Kocaelispor bis zur Winterpause zweimal den Trainer. Mitte Dezember 2000 übernahm der Deutschtürke Hikmet Karaman die Mannschaft und betreute sie die nächsten zwei Jahre. Unter Karaman spielte Çolak durchgängig und schaffte es auch in die Türkische Fußballnationalmannschaft. Obwohl man in der Liga eher im Mittelfeld blieb, erreichte man im Türkischen Fußballpokal der Saison 2001/02 das zweite Mal in der Vereinshistorie das Finale. Im Finale traf man auf das vom deutschen Trainer Christoph Daum betreuten Beşiktaş Istanbul. Das Spiel entschied Kocaelispor mit 4:0 für sich und gewann das zweite Mal in der Vereinsgeschichte den Türkischen Fußballpokal. In die nächste Saison startete Kocaelispor enttäuschend, sodass man sich vom Trainer Karaman trennte. Die nachfolgenden Trainer konnten die Talfahrt des Vereins nicht stoppen, so folgte nach elfjähriger Erstligazugehörigkeit zum Sommer 2003 der Abstieg in die TFF 1. Lig.
Nach dem Abstieg Kocaelispors zum Sommer 2003 in die zweite türkische Spielklasse verließ Çolak den Verein und wechselte zum Erstligisten Gaziantepspor. Bei seinem neuen Verein fand er schnell in die Stammelf, verlor diesen aber im Laufe der Saison und spielte ab Februar bis zum Saisonende überhaupt nicht mehr. Mit der Mannschaft beendete man die Saison auf dem vierten Tabellenplatz und erreichte die zweitbeste Erstligaplatzierung der Vereinsgeschichte. In die neue Saison startete Çolak ebenfalls bei Gaziantepspor, kam aber bis zur Winterpause lediglich bei einer Pokalbegegnung zu einem Einsatz.
Zur Rückrunde der Spielzeit 2004/05 wurde er an seinen alten Verein Kocaelispor ausgeliehen und wechselte zum Saisonende samt Ablöse zu diesem Verein. In der Saison 2005/06 verbrachte Çolak lediglich die Hinrunde bei Kocaelispor und wechselte zur Rückrunde zum Viertligisten Etimesgut Şekerspor. Bei diesem Verein hatte sich ein Mäzen eingekauft, der durch die Verpflichtung von gestandenen Spielern den Aufstieg bis in die höchste türkische Spielklasse erreichen wollte. Zum Saisonende gelang die Meisterschaft der TFF 3. Lig und damit der Aufstieg in die TFF 2. Lig. Für die neue Saison investierte die Vereinsführung weiter in die Mannschaft und verpflichtete solche Stars wie Ahmet Yıldırım, Sergen Yalçın, Ahmet Dursun und Evren Turhan. Nachdem zum Saisonende der Aufstieg in die TFF 1. Lig misslang, gab die Vereinsführung den Verein auf und verkaufte die Stars. Çolak verließ den Verein zum Frühjahr 2008 und wechselte zum Drittligisten Bozüyükspor. Hier spielte er bis zum Saisonende und beendete anschließend seine aktive Fußballspielerlaufbahn.

### Nationalmannschaft
Çolak startete seine Nationalmannschaftskarriere 1993 in der türkischen U-18-Nationalmannschaft. Bereits ein Jahr später spielte er für die türkische U-21-Nationalmannschaft und spielte in den nächsten drei Jahren insgesamt sechsmal für diese.
Çolak wurde anlässlich der Teilnahme an den Mittelmeerspielen 1997 in den Kader der türkischen Olympiamannschaft nominiert. In diesem Turnier schaffte man es bis ins Finale und schied hier mit einer 1:5-Niederlage gegen die Olympiaauswahl Italiens aus. Das Turnier beendete man dabei als Silbermedaillengewinner. Çolak kam in allen Spielen seines Teams zum Einsatz.
Durch seine gezeigten Leistungen bei Kocaelispor wurde Çolak vom damaligen Nationalcoach Şenol Güneş im Rahmen eines Testspiels gegen Albanien in den Kader der türkischen A-Nationalmannschaft nominiert. In dieser Partie vom 25. April 2001 gab er sein Länderspieldebüt.

## Erfolge

### Als Spieler
- Mit Kocaelispor:
  - Tabellenfünfter der Süper Lig (2): 1995/96, 1998/99
  - Türkischer Pokalsieger (2): 1996/97, 2001/02

- Mit Gaziantepspor:
  - Tabellenvierter der Süper Lig (1): 2003/04

- Mit Etimesgut Şekerspor
  - Meisterschaft der TFF 3. Lig: 2005/06
  - Aufstieg in die TFF 3. Lig: 2005/06

- Mit Olympischer Auswahl der Türkei:
  - Silbermedaille bei den Mittelmeerspielen: 1997